# Liste von Jazzmusikern/W
| Abk.  | Instrument           |
| ----- | -------------------- |
| acc   | Akkordeon            |
| acl   | Altklarinette        |
| afl   | Altflöte             |
| arr   | Arrangement          |
| as    | Altsaxophon          |
| b     | Bass                 |
| bar   | Baritonsaxophon      |
| bcl   | Bassklarinette       |
| bjo   | Banjo                |
| bl    | Bandleader           |
| bo    | Bongo                |
| bs    | Basssaxophon         |
| cl    | Klarinette           |
| clo   | Cello                |
| comp  | Komponist            |
| cond  | Dirigent             |
| cor   | Kornett              |
| dr    | Schlagzeug           |
| eh    | Englischhorn         |
| ep    | Elektronisches Piano |
| fg    | Fagott               |
| fl    | Flöte                |
| flh   | Flügelhorn           |
| frh   | Frenchhorn           |
| gisy  | Gitarrensynthesizer  |
| git   | Gitarre              |
| gl    | Glockenspiel         |
| har   | Mundharmonika        |
| harp  | Harfe                |
| kb    | Kontrabass           |
| keyb  | Keyboard             |
| lyra  | Lyra                 |
| mando | Mandoline            |
| mar   | Marimba              |
| obo   | Oboe                 |
| org   | Orgel                |
| p     | Piano                |
| perc  | Perkussion           |
| picb  | Piccolobass          |
| pictp | Piccolotrompete      |
| reeds | Holzblasinstrumente  |
| sax   | Saxophon             |
| ss    | Sopransaxophon       |
| syn   | Synthesizer          |
| tb    | Tuba                 |
| th    | Tenorhorn            |
| tp    | Trompete             |
| trb   | Posaune              |
| ts    | Tenorsaxophon        |
| tt    | Turntables           |
| vib   | Vibraphon            |
| viola | Viola                |
| vl    | Violine              |
| voc   | Gesang               |

Diese Liste ist eine Unterseite der Liste von Jazzmusikern.

## Waa – Wal
- Emil de Waal dr, git, comp
- Miho Wada, fl, cl, sax, voc, comp
- Sunao Wada git
- Jimmy Wade tp, bl
- Georg Wadenius git, b, voc
- Jean-Philippe Wadle kb
- Eliot Wadopian kb
- Abdul Wadud clo
- Derek Wadsworth trb, arr, comp
- Andreas Waelti kb, comp
- Babe Wagner trb
- Christian Wagner cl, as
- Dominik Wagner perc
- Dominik Wagner tp, cond, comp
- Irene Wagner as, fl
- Stephanie Wagner fl
- Andreas Wahl git, comp
- Vilkka Wahl git, comp
- Lisa Wahlandt voc, comp
- Felix Wahnschaffe as, comp, bl
- Claus Waidtløw ts, ss, comp, arr, cond
- Harvey Wainapel sax, cl
- Connie Wainwright git
- Alph Wait trb
- Freddie Waits dr
- Nasheet Waits dr
- Ulf Wakenius git
- Jerry Wald cl
- Donald Walden ts
- Myron Walden sax
- Woody Walder sax, cl, bl
- Terry Waldo p, voc
- Mal Waldron p, comp
- Mala Waldron keyb, voc, comp
- Mat Walerian sax, cl, bcl, fl
- Olgierd Walicki kb
- Alvin Walker trb
- Brad Walker ts
- Drew Walker reeds
- Gavin Walker sax
- Gene Walker sax
- Kirby Walker voc, p
- T-Bone Walker voc, git
- Melissa Walker voc
- Mike Walker git
- Dan Wall p, org
- Greg Wall reeds
- Murray Wall kb
- Bennie Wallace ts
- Cedric Wallace kb
- Corey Wallace trb
- Eli Wallace p
- Oilly Wallace as, fl
- Vince Wallace sax
- Wayne Wallace trb, keyb, voc, comp, arr
- Benno Walldorf ss, as
- Brent Wallarab trb, comp, arr
- Christophe Wallemme kb
- Byron Wallen tp, flhn
- Mariam Wallentin voc, perc, comp
- Gus Wallez dr
- Fats Waller p, voc
- Bengt-Arne Wallin tp
- Henry Wallin dr
- Per Henrik Wallin p
- George Wallington p
- Bob Wallis tp
- Johannes Wallmann p, comp
- Christian Wallumrød p
- Pascal Walpen tp, flh
- Jack Walrath tp, flh
- Herbert Walser tp, flhn
- Raphael Walser kb, comp
- Henrik Walsdorff as, ts, comp
- Danny Walsh as, ts
- Priska Walss trb
- Cy Walter p
- Dieter Walter frh
- J. D. Walter voc
- U. F. O. Walter b
- Weasel Walter dr, git
- Eddie Walters voc, ukulele
- Nick Walters tp, flhn
- Teddy Walters git, voc
- Cedar Walton p
- Frank Walton tp
- Jon Walton sax
- Scott Walton kb, p
- Ben Waltzer p

## Wam – Wd
- Doug Wamble git, voc
- Ludwig Wandinger dr
- Dominik Wania p, comp
- Ellen Andrea Wang kb, vcl
- Ulrich Wangenheim ts, as, ss, bars, cl, bcl, fl, comp, p, dr
- Marius Wankel dr
- Hans Wanning p, comp
- Paul Warburton kb
- Alex Ward cl
- Ann E. Ward p, voc
- Carlos Ward as, fl
- Greg Ward as, cl
- Herbert Ward kb
- John Ward dr
- Bill Ware vib, kb, perc, p, comp
- David S. Ware ts
- Jabbo Ware arr
- Leonard Ware git
- Wilbur Ware b
- Marta Warelis p
- Tim Warfield ts, ss
- Rob Waring vib, mar, comp
- Jean Warland b, arr, comp
- Ray Warleigh sax, fl
- Albert Warner trb
- Henry P. Warner sa, cl, fl
- Butch Warren b
- Earle Warren as
- Fran Warren voc
- Guy Warren perc
- Huw Warren p, org, acc
- Jeremy Warren dr
- Kenny Warren tp, flhn, cor
- Peter Warren b
- Tom Warrington kb
- Henrik Wartel dr
- Tom Washatka ts
- Benny Washington d, vib, bl
- Buck Washington p, voc
- Booker Washington tp, cor
- Dinah Washington voc
- Freddie Washington (Pianist) p
- Freddie Washington (Saxophonist) ts
- George Washington tb
- Grover Washington, Jr. sax
- Jack Washington bar, as
- Kamasi Washington ts, comp
- Kenny Washington dr
- Leon Washington ts
- Reggie Washington b, kb
- Salim Washington ts, fl, ob, comp
- Tyrone Washington ts, as, cl, fl
- Marcin Wasilewski p
- Greta Wassberg voc (Swing)
- Julian Wasserfuhr tp, flh
- Roman Wasserfuhr p, dr, comp, arr
- Eddie Wasserman, ts, as, cl, fl
- Kazumi Watanabe git, b, comp
- Mamiko Watanabe p
- Sadao Watanabe as
- Takeshi Watanabe dr
- Steve Waterman tp, comp, cond
- Benny Waters cl, ts
- Ethel Waters voc
- Reggie Watkins trb
- Cleveland Watkiss voc
- Doug Watkins kb
- Joe Watkins dr
- Julius Watkins frh, arr
- Bill Watrous trb
- Andy Watson dr
- Bijon Watson tp, flh, arr
- Bobby Watson as, ss
- Laurel Watson voc
- Leo Watson voc
- Stanley Watson git, comp
- Stewy von Wattenwyl p
- Lu Watters tp
- Malin Wättring sax, git, voc, comp
- Ernie Watts as, ss, ts, fl, comp
- Grady Watts tp
- Jeff „Tain“ Watts dr
- Marzette Watts sax
- Trevor Watts as, ss
- Hank Wayland kb
- Chuck Wayne git
- Frances Wayne voc

## Wea – Wei
- Ron Weatherburn p
- Teddy Weatherford p
- Andrew Webb tp, cnt
- Chick Webb dr
- Doug Webb sax
- George Webb p
- Joe Webb p, org, comp
- Nick Webb git
- Speed Webb dr, voc, bl
- Anna Webber ts, fl, comp
- John Webber kb
- Christiane Weber voc
- Daniel Weber dr, comp
- Eberhard Weber b, clo, comp
- Florian Weber p, comp
- Jon Weber p
- Monty Weber dr
- Nico Weber tp, flh, comp
- Rainer Weber g
- Reto Weber perc, comp
- Robi Weber p
- Steffen Weber sax
- Tilo Weber dr, comp
- Ben Webster ts
- Colin Webster as
- Freddie Webster tp
- Paul Frank Webster tp
- Michael Webster ts, ss
- Moe Wechsler p
- Dave Weckl dr
- Tilo Wedell kb, tu, voc
- Buddy Weed  p, arr
- Tad Weed p, arr
- Paul Weeden git
- Stefan Weeke kb
- Anson Weeks bl, comp
- Melle Weersma p, arr, comp, bl
- Ivar Wefring p
- Kurt Wege reeds, bl
- Sophie Wegener voc
- Helmut Weglinski vl
- Christian Wegscheider p, org, comp
- Andreas Werliin dr, perc, acc
- Raoul van der Weide b
- Benjamin Weidekamp sax, cl
- Johannes Weidenmüller b
- Susanne Weidinger bar, bcl, fl
- Tobias Weidinger tp, flh
- James Weidman p
- Karoline Weidt voc, comp
- Bram Weijters p, keyb
- Gerry Weil p, comp, arr, cond
- Ernst Weiland dr, bl
- George Wein p
- Meyer Weinberg cl, as
- Sam Weinberg ss, ts
- Manfred Paul Weinberger tpt, comp
- Tobias Weindorf p, comp
- Martin Weinert kb, b, comp
- Susan Weinert git, comp
- Bastian Weinig kb
- Gerry Weinkopf fl, ts, as
- Craig Weinrib dr
- Frank Weir sax, cl
- Joel Weiskopf p
- Walt Weiskopf ts
- Herbert Weisrock as, bs
- Alberto Weiss git
- Alex Weiss ts, bar
- Charly Weiss dr
- Chela Weiss vln
- Dan Weiss dr, tabla, perc, comp
- Danino Weiss p, comp
- David Weiss tp, arr, comp, cond
- David Weiss acc, comp
- Doug Weiss kb
- Florian Weiss trb, comp
- Gallo Weiss git
- Giovanni Weiss git
- Hannah Weiss voc, comp
- Klaus Weiss dr
- Kussi Weiss git
- Larry Weiss cor, p
- Lulu Weiss git
- Martin Weiss vl, git
- Michael Weiss p
- Otto Weiß p, org, comp, cond
- Peter Weiss dr, ldr
- Philipp Weiss voc
- Robert Michael Weiß p, comp
- Sam Weiss dr
- Sebastian Weiss p
- Sid Weiss b
- Spatzo Weiß git
- Traubeli Weiss git
- Béla Weissbach tp
- Deborah Weisz trb

## Wel – Wg
- Fritz Welch dr, perc
- Chris Welcome git
- Matthias von Welck dr, perc, vib, marimba, slit drum
- Nick Weldon p, comp
- Don Weller ts, ss, as, cl
- Ellen Weller ss, cl, fl
- Frank Wellington Wess ts
- Bobby Wellins ts
- Buddy Wells ts, ss, f, comp
- Dickie Wells trb
- Henry Wells trb, voc
- Ronnie Wells voc
- Spike Wells dr
- Tim Wells kb
- Dick Wellstood p
- Chauncey Welsch trb
- Winston Welch dr
- Alex Welsh tp, cornet
- Daniel Weltlinger vl, comp
- Tim Welvaars har, comp
- Tobias Wember trb, comp, arr
- Ben Wendel ts, bassoon, ss, sax, melodica, p, as, fx, effects, fl, comp
- Scott Wendholt tp, flhn
- Götz Wendlandt kb, tu, p
- Adam Wendt ts
- Clemens Wenger p, key, acc, comp
- Cecilia Wennerström bar, ts, fl, afl, comp, arr, bl
- Leif Wennerström dr
- Reinhard Wenskat dr, arr, bl
- Catia Werneck voc, comp, perc
- Holger Werner cl, bcl, sax, recorder
- Magni Wentzel voc, git
- Kenny Werner p, comp
- Lasse Werner p, comp
- Uwe Werner ts, ss, fl
- Stefan Werni kb
- Helmuth Wernicke p, arr, comp
- Paul Wertico dr
- David Wertman kb
- Michael Wertmüller dr
- Jacques Werup ts, cl, voc
- Julia Werup voc
- Lis Wessberg tbn, voc, perc
- Mark Weschenfelder sax, cl, comp
- Moritz Wesp trb
- Frank Wess as, ts, fl
- Ken Wessel git
- Jens Christian Bugge Wesseltoft p, comp
- Alvy West as
- Cedric West git, trb
- Doc West dr
- Paul West (Bassist) kb
- Paul West (Pianist) p, voc
- Forrest Westbrook p
- Kate Westbrook voc, th, fl
- Mike Westbrook p, vtb, comp
- Jonas Westergaard kb
- Alex Western-King sax, cl
- Stian Westerhus git
- Grant Calvin Weston dr
- Harvey Weston kb, bg
- Randy Weston p, comp
- Crawford Wethington sax
- Dick Wetmore vln, tp, horn, kb
- George Wettling dr
- Ray Wetzel tp
- Petter Wettre sax, bcl
- Philip Weyand p

## Wh
- Wade Whaley cl
- Jennifer Wharton b-trb
- Eric Wheeler kb
- Doc Wheeler trb, voc
- Ian Wheeler cl, ss, as
- Kenny Wheeler tp, flh, comp
- Arthur Whetsol tp
- Jiggs Whigham trb
- Harry Whitaker p, comp
- Liesl Whitaker tp
- Matthew Whitaker p
- Rodney Whitaker kb
- Amos White tp
- Andrew White sax, ob, bg. e-h
- Chip White dr
- Chris White (Bassist, 1936) b, fl, tp
- Chris White (Cellist) vc
- Chris White (Jazzgitarrist) git
- Chris White (Jazzpianist) p
- Desmond White dr
- Harry Father White trb
- Hy White git
- Jim White tp
- Lenny White dr
- Michael White (Klarinettist) cl
- Michael White (Violinist) vl
- Morris White bjo, git
- Sonny White p
- Mark Whitecage sax, cl
- Annie Whitehead trb, bl
- Neville Whitehead b
- Tim Whitehead ss, as, ts
- Paul Whiteman bl, vl
- Davis Whitfield p, arr
- Mark Whitfield git
- Mark Whitfield Jr. dr
- Dave Whitford kb
- Amanda Whiting harp
- Bob Whitlock b
- Dick Whitsell tp
- Ben Whitted cl, as
- Dick Whittington p
- Tommy Whittle ts, fl
- Gordon Whitworth tp
- Ronnie Whyte p
- Zach Whyte bjo

## Wib – Will
- Heiner Wiberny as, ss, ts, fl, bcl, comp
- Al „Cake“ Wichard dr, voc, bl
- Chip Wickham ts, fl
- Putte Wickman cl
- Anders Widmark p, comp
- Jim Widner kb
- Kuba Więcek as, ss, sax, comp
- Heimo Wiederhofer dr
- Povel Widestrand p, comp
- Barbara Widmer p, bl
- Herb Wiedoeft tp, bl
- Rudy Wiedoeft sax
- Alexander Wienand p, comp
- Mareike Wiening dr, comp
- Dirk Wienken perc
- Ursula Wienken kb, b, comp
- Konstantin Wienstroer kb, comp
- Markus Wienstroer git
- Michal Wierba p
- Wolter Wierbos tb
- Red Wierenga p, acc, perc, electr
- Frans Wieringa p, org
- Noam Wiesenberg kb
- Astrid Wiesinger as, ss, bcl, comp
- Beate Wiesinger b, comp
- Bernhard Wiesinger ts, ss, comp
- Finn Wiesner ts
- Urs Wiesner vib, marimba, perc, comp
- Finn Wiest dr, comp
- Gary Wiggins ts, as
- Gerry Wiggins p, org, keyb
- Johnny Wiggs cor
- John Wiitala kb
- Tobias Wiklund tp, cor
- Bob Wilber cl, ss
- Dave Wilborn bjo, git
- Vincent Wilburn dr
- Ben Wilcox p
- Corey Wilcox trb
- Eddie Wilcox p
- Larry Wilcox ts
- David Wilczewski ts, ss, fl
- Albert Wildeman kb
- Barney Wilen ts
- Joe Wilder tp
- Joan Wildman p, syn
- Danny Wilensky ts, fl, ss
- Lee Wiley voc
- Rudi Wilfer p, comp
- Lisa Wilhelm dr, comp
- Don Wilkerson ts
- Rob Wilkerson as
- Steve Wilkerson as, ts, bs, cl
- Ernie Wilkins as, ts, arr, comp
- Immanuel Wilkins as
- Jack Wilkins git
- Jimmy Wilkins trb, bl
- Rick Wilkins ts, saxes, cl, fl, cond, arr, comp
- Alan Wilkinson sax
- Geoff Wilkinson tt, p, keyb
- Sofia Will as, comp
- Spiegle Willcox trb
- Claas Willeke ss, as, ts, bar, fl, cl, bcl, comp
- Lena Willemark vl, voc, comp
- Chappie Willett p, comp, arr
- Baby Face Willette org, p
- Arthur Williams tp
- Ben Williams b
- Billy Williams dr
- Bobby Williams (1914–) tp, bl
- Buddy Williams dr
- Buster Williams b, comp
- Chocolate Williams kb, voc
- Clarence Williams p
- Claude Williams vi, git
- Cootie Williams tp
- Courtney Williams tp
- Dave „Fat Man“ Williams p, voc
- Dale Williams git
- Davey Williams git
- David Williams b
- Douglas Williams cl
- Earl Williams dr
- Eddie Williams ts, as, cl, bar
- Elmer Williams sax
- Fess Williams cl, as
- Floyd „Horsecollar“ Williams as
- Francis Williams tp
- Fred Williams kb
- Gareth Williams p
- Gene Williams voc, bl
- George Dale Williams arr, p, comp
- Harold Ivory Williams keyb, p, org
- Howard Williams p, arr, bl
- Jackie Williams dr
- James Williams p
- Jeff Williams dr, comp
- Jessica Williams p
- Joe Williams voc
- John B. Williams kb
- John Williams sax, bl
- John Williams bars, ss, sax, cl, arr, comp, cond
- John Williams p
- John Towner Williams p
- Johnny Williams b
- Kate Williams p, comp
- Leroy Williams dr
- Mars Williams sax
- Mary Lou Williams p
- Nelson Williams tp
- Oscar Williams II p
- Pearlis Williams dr
- Richard Williams tp
- Rod Williams p, keyb, synth, org, g, tp, comp
- Roger Williams p
- Roy Williams trb, voc
- Rudy Williams, as
- Samuel Williams vln
- Sandy Williams trb
- Spencer Williams p
- Steve Williams dr
- Todd Williams sax
- Tom Williams tp, flhn, comp, dr
- Tony (Anthony) Williams dr
- Valdo Williams p
- Claude Williamson p
- Gary Williamson p
- Stu Williamson tp
- Dan Willis sax
- Gary Willis b
- Jack Willis tp, cor
- Larry Willis p, comp, arr, bl
- Fabian Willmann sax, cl
- Roy Willox as

## Wilm – Wilt
- Jeremy Wilms git
- Blake Wilner git
- Spike Wilner p
- Abram Wilson tp, voc
- Anthony Wilson git, bl, comp
- Bert Wilson sax
- Buster Wilson p
- Cassandra Wilson voc
- Chuck Wilson as, cl, fl, ss, saxes, pic, bs, swinette
- Dan Wilson git, comp
- Edgar Wilson p
- Dave Wilson ts, ss
- Dennis Wilson trb, arr, cond
- Dick Wilson ts
- Garland Wilson tp
- Gerald Wilson comp, arr, tp
- Graeme Wilson ts, bar
- Jed Wilson p
- Jen Wilson p
- John „Doc“ Wilson tp, arr
- Matt Wilson dr
- Nancy Wilson voc
- Peter Niklas Wilson kb
- Phil Wilson trb
- Phillip Wilson dr, perc
- Quinn Wilson tu, kb, arr
- Reuben Wilson org
- Ron Wilson p
- Shadow Wilson dr
- Steve Wilson as
- Simon Willson kb
- Teddy Wilson p
- Willie Wilson  trb
- Paul Wiltgen dr, comp

## Wim – Wit
- Michael Wimberly dr
- Gábor Winand voc, ts, ss, fl, as, cl, p
- Rainer Winch dr, perc
- Lem Winchester vib
- Martin Wind kb, comp
- Corinne Windler bar, bcl, as, dr, comp
- Kathrine Windfeld p, comp, cond
- Christine Windfuhr ts
- Julius Windisch p, keyb, syn, comp
- Mark Wingfield git
- Kai Winding trb
- Kasper Winding dr, perc
- Gary Windo as, ts
- Jonas Windscheid git, comp
- Paul Wingo git
- Frank Wingold git, comp
- Ben WinkelmanP
- Adolf Winkler tbn, perc, balafon, comp
- Laura Winkler voc, comp
- Mark Winkler voc
- Willibald Winkler trb, p, b
- Christian Winninghoff tp, flh
- Will Vinson as
- Horst Winstermann git
- George Winstone sax
- Hubert Winter ts, ss, comp
- Kitty Winter voc
- Paul Winter ss, bl, comp
- Thomas Winter Andersen kb
- Jonas Winterhalter tp, comp, cond
- Gary Winters tp, flh, arr
- Pinky Winters voc
- Smiley Winters dr
- Tiny Winters voc, kb, bl
- Bernd Winterschladen ss, ts, bar, bcl
- Reiner Winterschladen tp, flh
- Brady Winterstein git
- Holzmanno Winterstein git
- Hono Winterstein git
- Popots Winterstein git
- Rigo Winterstein git
- Timbo Mehrstein vl
- Titi Winterstein vl
- Ziroli Winterstein git
- Carl Winther p, comp
- Christian Winther sax
- Jens Winther tp, flh, comp
- Serge Wintsch tp
- Alex Wintz git
- Arnold Wise dr
- Buddy Wise ts, as
- Wilmer Wise tp, picc-tp
- Herman de Wit ts
- Klaas Wit tp, flh, tb, cor, b-tp, alto-hrn, bass-flhr
- Pit Witt p
- Andreas Witte dr
- Peter Witte kb
- Peter Witte git, voc, cond, comp
- Willi Witte dr
- Fritz Wittek dr
- Horst Wittich tp, bl
- Carl Wittig kb, bl, comp
- Sebastian Wittstock p
- Reiner Witzel sax, fl, cl, comp
- Thomas Witzmann dr

## Wo – Wz
- Mike Wofford p
- Jeff Wohlgenannt b
- Anna Wohlfarth p, comp
- Ksawery Wójciński kb
- Anne Wolf p, comp
- Nicolas Wolf dr, comp
- Eugen Wolff viol, cond
- Jan Wolff frh
- Nils Wogram trb
- John Wojciechowski sax
- Piotr Wojtasik tp, fh, comp
- Georg Wolf kb
- Warren Wolf vib
- Sebastian Wolfgruber dr
- Ben Wolfe kb
- Ekkehard Wölk p
- Wladimir Wolkow kb, viola
- Thorsten Wollmann tp, flh, p, cond, comp
- Michael Wollny p
- Erik Wøllo git, comp
- Cory Wong git
- David Wong kb
- Francis Wong ts
- Anthony Wonsey p
- Booty Wood trb
- Juli Wood ts
- Mark Wood git, syn
- Nate Wood dr, b, git, perc, voc, keyb
- Jimmy Woode kb, p, voc
- Sam Wooding p
- Britt Woodman trb
- Jimmy Woods as, ts
- Phil Woods as, comp
- Tricia Woods p, voc, comp
- Terry Woodson9 trb, arr, bl
- Daniel Woodtli tp, flh, p, comp
- Sam Woodyard dr
- Reggie Workman kb
- Victor Wooten b
- Mick Worlder b
- Nel Worm ts
- Femke Woud voc
- Jeanette Wrate dr, perc, vib
- Ken Wray trb, b-tp
- Stéphane Wrembel git, comp
- Tony Wren dr
- Raphael Wressnig org
- Dempsey Wright git
- Elly Wright voc
- Elmon Wright tp
- Emmett Wright trb, arr
- Eugene Wright b
- Frank Wright ts
- Frank Wright vib, marimba
- Herman Wright kb
- John Wright p
- Lammar Wright senior tp, cor
- Lammar Wright junior tp
- Lewis Wright vib
- Lizz Wright voc
- Leo Wright as, cl, fl
- Marvin Wright p
- Paris Wright dr
- Samantha Wright cl, sax, comp
- Specs Wright dr
- Wayne Wright git
- Stan Wrightsman p
- Engelbert Wrobel cl, ss, as, ts
- Marianna Wróblewska voc
- Jan Ptaszin Wroblewski ts, arr, comp
- Eric Wubbels p
- Jürgen Wuchner kb, b, picb, comp
- Nils Wülker tp
- Christoph Wundrak tp, flh, trb, euphonium, tb, comp
- John Wurr cl, as, bar
- Alfons Würzl cl, ss
- Richard Wyands p
- Eric Wyatt ts
- Marcus Wyatt tp, comp
- Robert Wyatt dr, cor
- Tijn Wybenga p, key, comp, cond, arr
- Jimmy Wyble git
- Peer Wyboris dr
- Piotr Wyleżoł p, comp
- Luzia von Wyl p
- Austin Wylie bl
- James Wylie sax
- Albert Wynn trb